# Drillia ballista
Drillia ballista é uma espécie de gastrópode do gênero Drillia, pertencente a família Drilliidae.